# Вепрь (корвет, 1856)
«Вепрь» — 11-пушечный винтовой корвет Черноморского флота Российской империи.

## Описание корвета
Осенью 1855 года на Охтенской верфи Санкт-Петербурга по одному проекту было заложено 14 винтовых 11-пушечных корветов. На каждом корвете предполагалась установка паровой машины мощностью 200 л. с. и одному подъемному винту. В 1856 году все 14 судов были спущены на воду. Проектное водоизмещение корветов составляло 885 тонн. После окончания Крымской войны корветы этого класса составляли основу легких крейсерских сил русского флота.

## История службы
Корвет был заложен в октябре 1855 года на Охтенской верфи в Санкт-Петербурга и в июне 1856 года спущен на воду.
Согласно отдельной русско-турецкой конвенции, подписанной по окончании Крымской войны, каждая из черноморских держав могла иметь для береговой службы по шесть паровых судов длиной до 50 метров по ватерлинии и водоизмещением до 800 тонн, а также по четыре легких паровых или парусных судна водоизмещением до 200 тонн. Однако, в результате того, что во время войны Россия потеряла большую часть Черноморского флота, на Чёрном море не было даже установленного количества судов. По этой причине в состав Черноморского были переведены шесть корветов Балтийского флота. В начале сентября 1857 года отряд из корветов «Вепрь», «Буйвол» и «Волк» под командованием капитана 1-го ранга А. Х. Винка вышел на усиление Черноморского флота и к концу апреля 1858 года прибыл из Кронштадта в Николаев. Все корветы вошли в состав Черноморского флота. Первоначально каждый из корветов, был вооружен одной 36-фунтовой пушкой № 1 и десятью 36-фунтовыми карронадами. 
В 1865 и 1866 года корвет «Вепрь» под командой капитан-лейтенанта 1-го Черноморского сводного флотского экипажа Э. Викорста  крейсировал в Чёрном море у абхазских берегов.
В составе флота «Вепрь» нёс службу в качестве корвета «11-пушечного ранга». К 1868 году вооружение корвета сократилось до восьми 36-фунтовых карронад.
25 января (6 февраля) 1869 года корвет «Вепрь» продан на слом.

## Командиры корвета
Командирами корвета «Вепрь» в разное время служили:
- М. К. Селистранов[8].
- А. Х. Винк (1857—1858 годы)
- Н. Л. Добровольский (1859—1861 годы).
- И. О. Дефабр (1861—1863 годы).
- И. М. Манто (1863—1864 годы).
- Э. О. Викорст (1865—1866 годы)[6].